# بريان هاتسون
بريان هاتسون (بالإنجليزية: Bryan hutson)‏ هو مغني أمريكي، ولد في 3 يوليو 1969 في بيتسفيل في الولايات المتحدة.